# Морандини, Франческо
Франческо Морандини (итал. Francesco Morandini; ок. 1544, Поппи, Тоскана − 1597, Флоренция) — итальянский живописец периода маньеризма флорентийской школы. Его также называли «Иль Поппи» (Il Poppi) в честь его родного города. Он был учеником Винченцо Боргини, а позже на протяжении многих лет был помощником Джорджо Вазари во Флоренции.

## Биография
Франческо Морандини участвовал в украшении Студиоло Франческо I в Палаццо Веккьо во Флоренции под руководством Винченцо Боргини и Джорджо Вазари двумя картинами: одна с изображением Александра и Кампаспы (1571), а другая с изображением литейной мастерской (1572). Он также написал алтарный образ «Товия и ангел» для церкви Сан-Франческо в Прато. В 1584—1585 годах Франческо работал в капелле Сальвиати в церкви Сан-Марко вместе с Джованни Баттистой Нальдини и другими художниками; для капеллы он написал Христа, исцеляющего прокажённых.

## Галерея

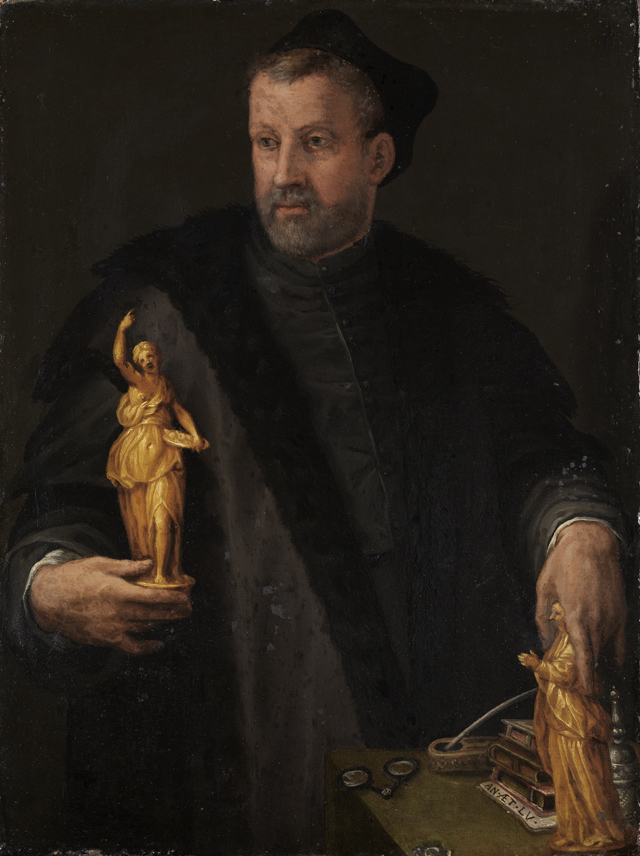
Портрет Винченцо Боргини. 1755. Кунстхалле, Карлсруэ
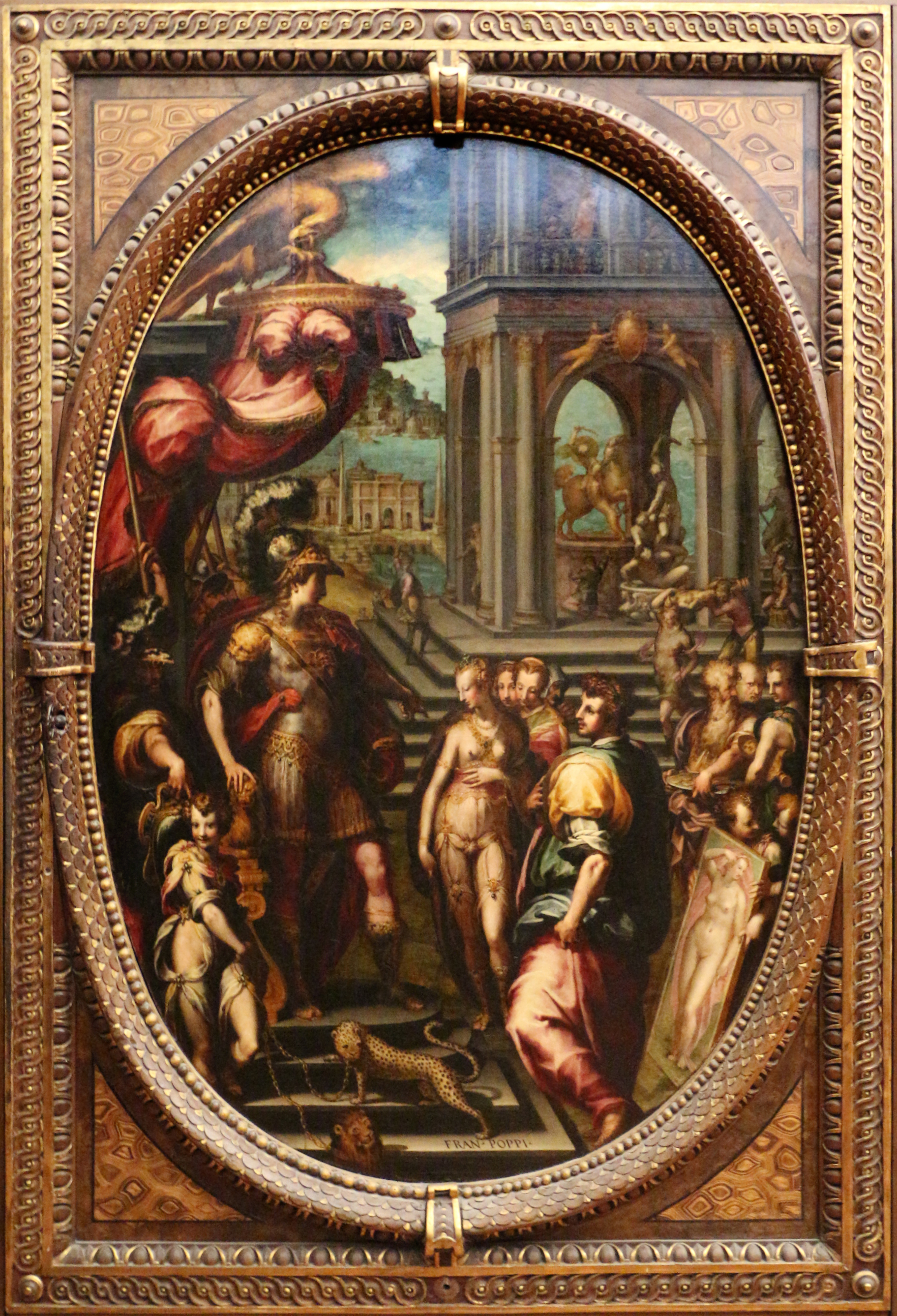
Aлександр передаёт Кампаспу Ахиллесу. 1571. Холст, масло. Студиоло Франческо I. Палаццо Веккьо, Флоренция
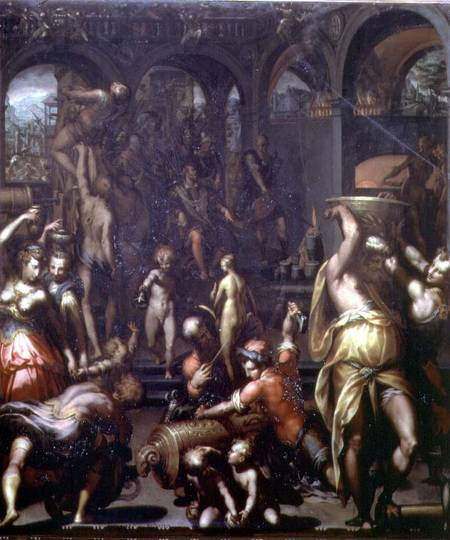
Литейная мастерская. 1572. Холст, масло. Студиоло Франческо I. Палаццо Веккьо, Флоренция
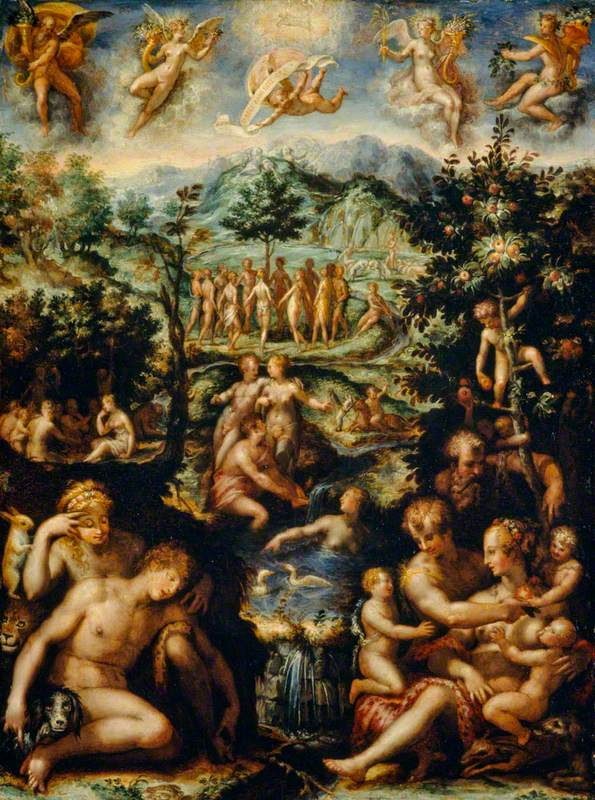
Золотой век. Ок. 1565. Дерево, масло. Национальная галерея Шотландии, Эдинбург
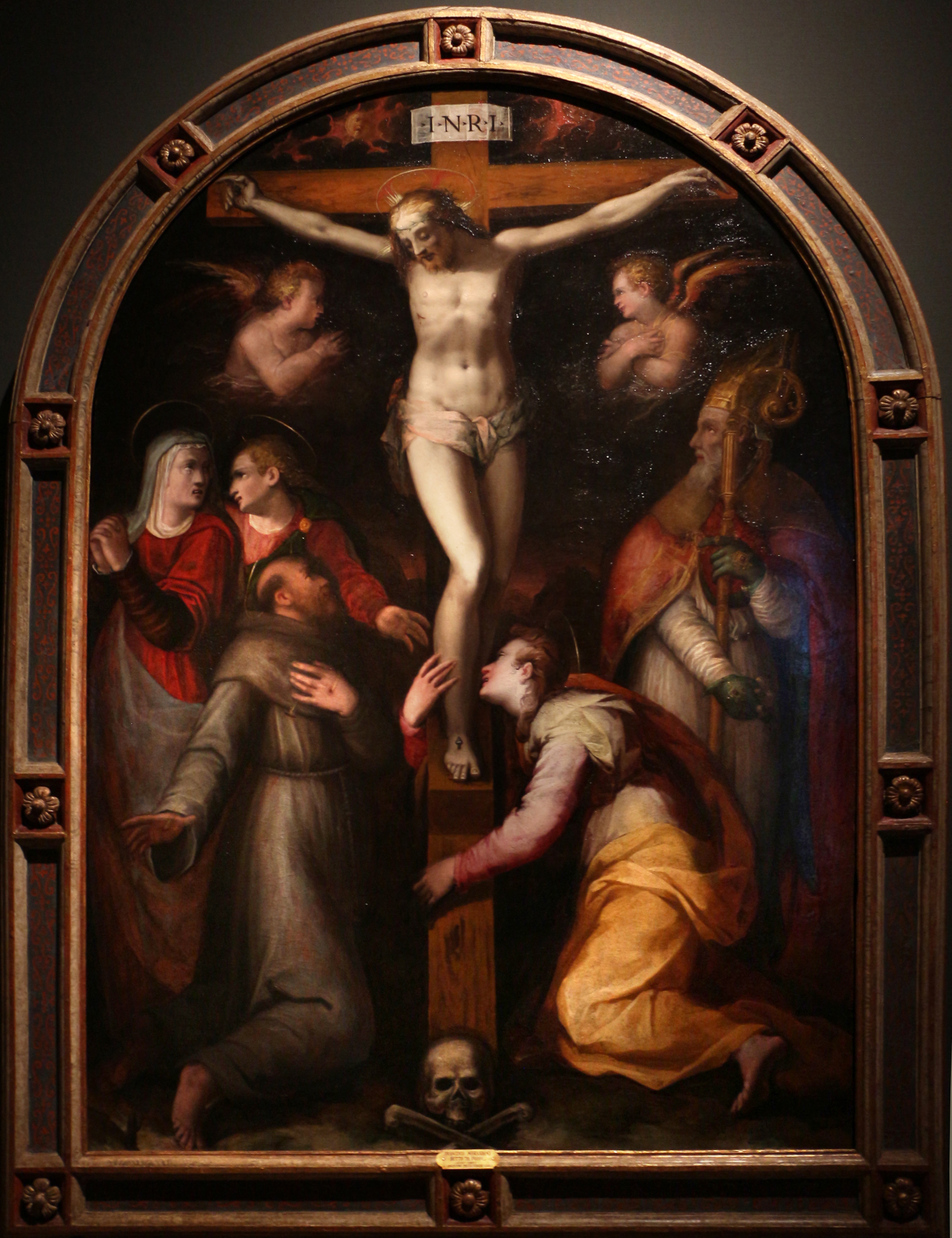
Распятие с предстоящими Святой Марией Магдалиной, Франциском Ассизским и Никoлаем Барийским. Между 1580 и 1590. Музей дельи Инноченти (Воспитательный дом), Флоренция
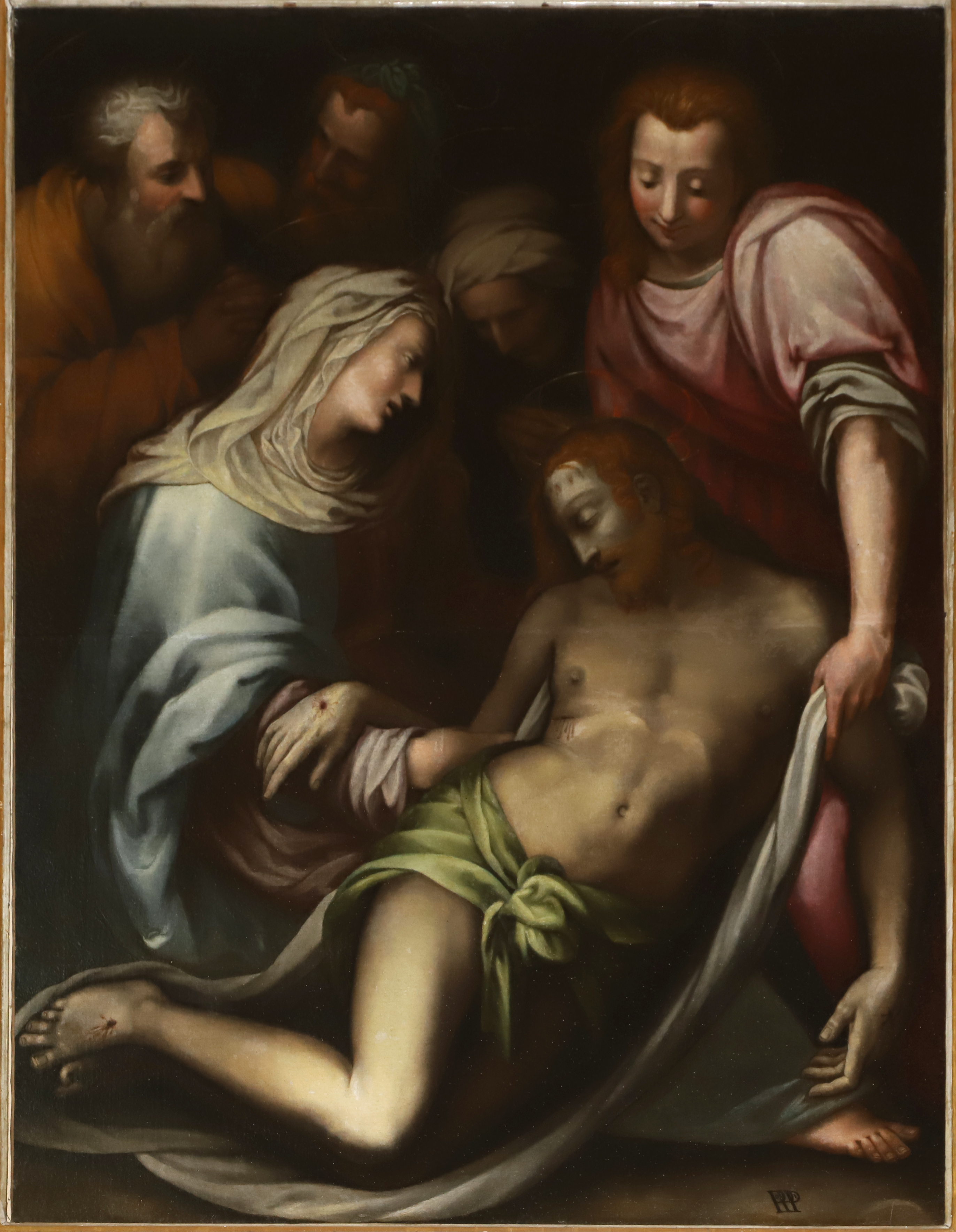
Положение во гроб. Между 1580 и 1590. Пропозитура Святых Марка и Лаврентия. Поппи, Тоскана
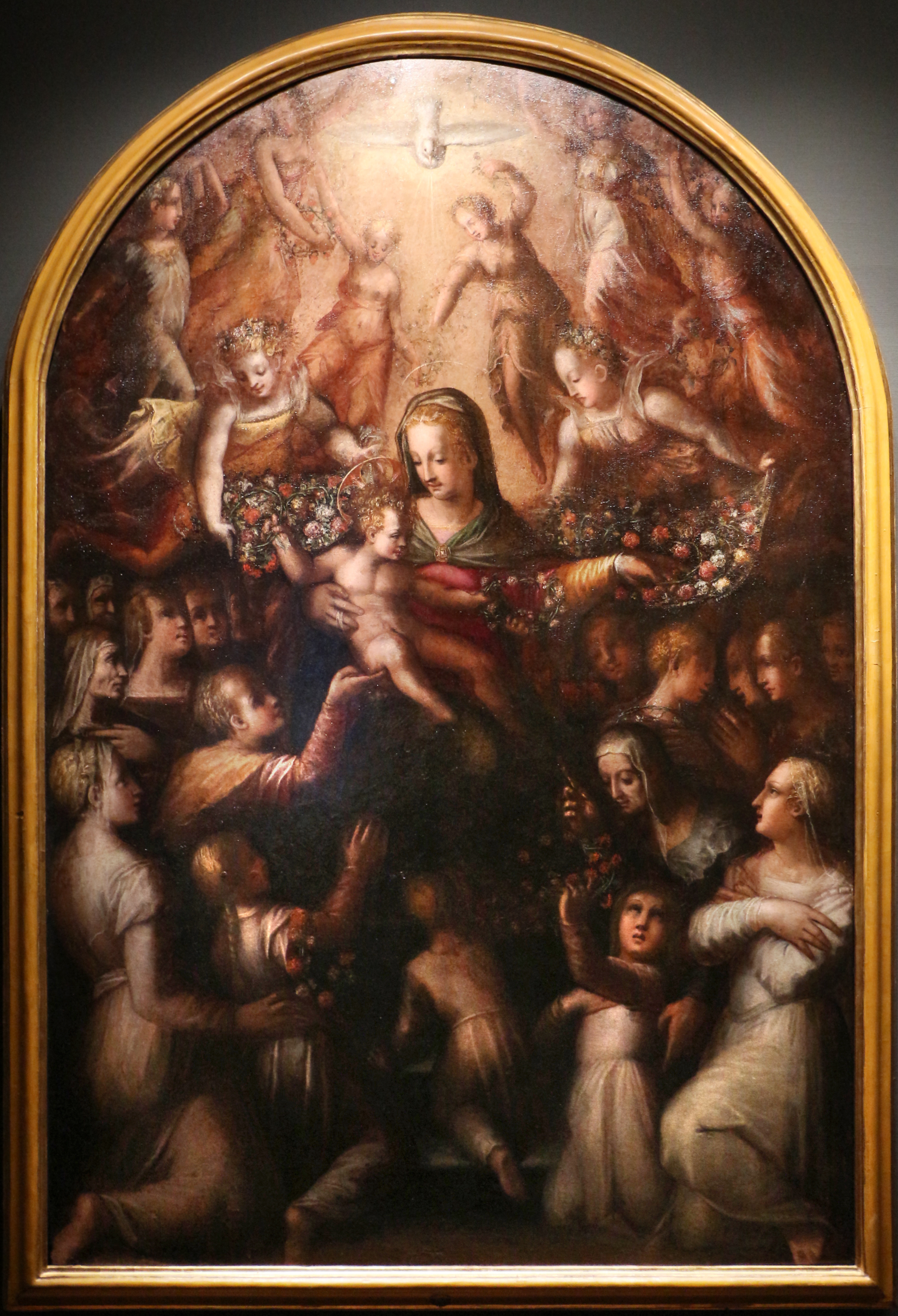
Мадонна на троне с ангелами, почитаемая ночентинами. 1565—1566. Музей дельи Инноченти (Воспитательный дом), Флоренция
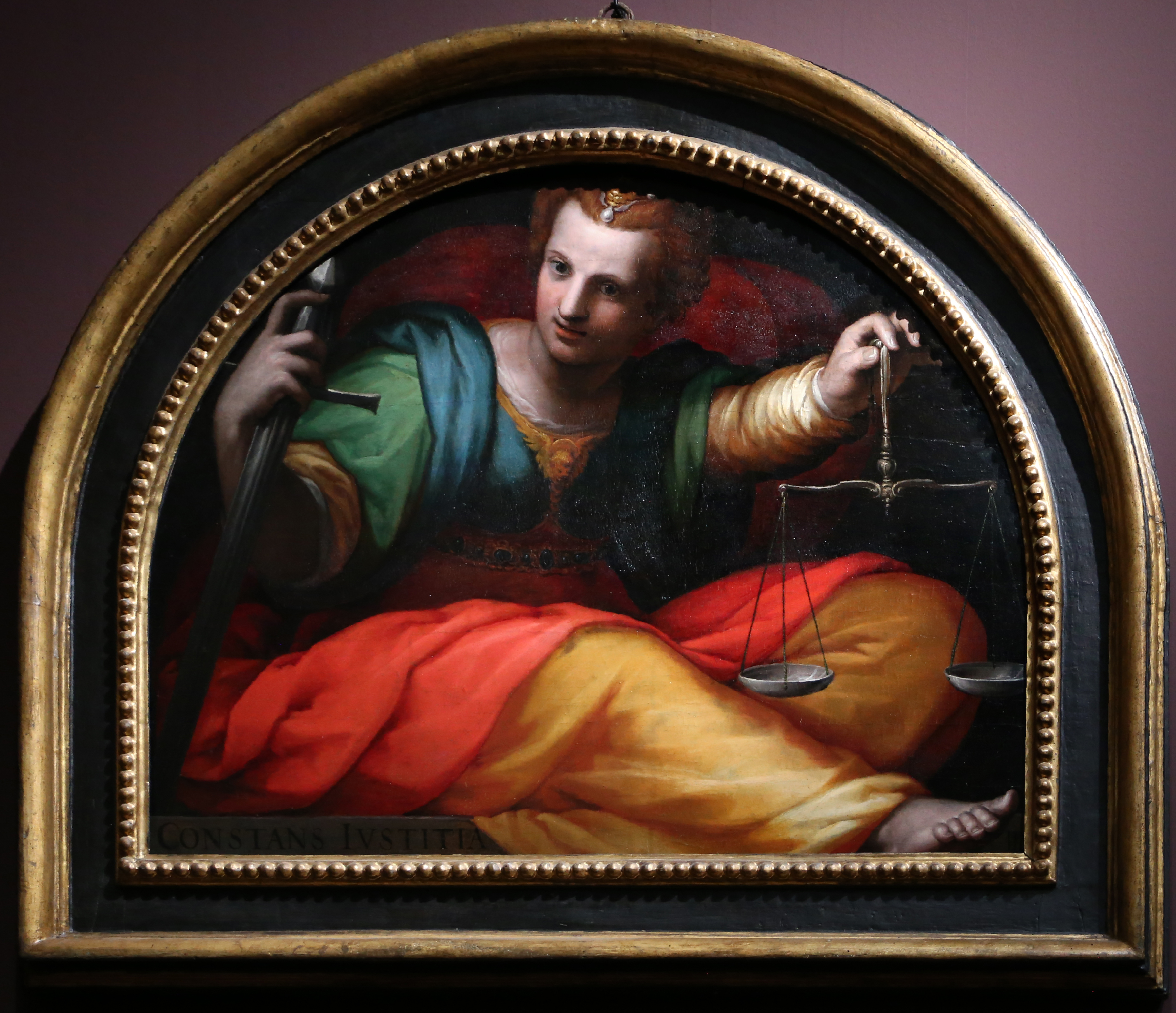
Аллегория правосудия. Между 1582 и 1585. Частное собрание